# NGC 4772
NGC 4772 este o galaxie spirală situată în constelația Fecioară. A fost descoperită în 24 ianuarie 1784 de către William Herschel. Se află la o distanță de 28,3 de megaparseci de Pământ.